# Therapne (nimf)
Therapne (Oudgrieks Θεράπνη) of Thero was een naiadenimf van de bron die bij de stad Therapne hoorde in het zuiden van het Griekse vasteland. 
Haar naam zou zijn afgeleid van 'thêr' (θηρ: in het wild levend dier), zoals ook die van de stad. Het tweede deel van de naam komt van 'apnoos' (ademloos).
Volgens Pausanias (III. 19. § 9) werd Therapne in de Griekse mythologie als een dochter van Lelex en Peridia beschouwd en dankte de stad haar naam aan deze nimf. Zij was de voedster van Ares, die daarom de bijnaam Thereitas kreeg, al meent Pausanias dat deze op de felheid van de god wijst: "Zij [de Spartanen] noemen hem Theritas (de beestachtige) naar Thero, die naar men zegt de voedster was van Ares. Misschien hoorden zij die naam Theritas van de Cholkiërs, want de Grieken hebben geen weet van een Thero, voedster van Ares.(III. 19. § 7) 
Er bevond zich in de Klassieke periode op de weg die van Sparta over de Eurotas naar Therapne leidde een tempel voor Ares Thereitas, met daarin een beeld waarvan men zei dat de Dioscuri het nog uit Colchis vandaan hadden gehaald.(III. 19. § 8)  